# Svansta

Svansta är en by i Helgona socken, Nyköpings kommun.
Svansta utgjorde under bronsåldern en ö i en fjärd som utgjorde en förlängning av Sjösafjärden. Rösen och stensättningar från denna tid finns på höjden nordväst om Svansta. Under medeltiden hamnade Svansta under Sjösa gård. Byn var en radby, och två parstugor med vinkelställda bodar och ekonomibyggnader finns ännu kvar på den gamla bytomten.